# Sami Gayle
Samantha Gail Klitzman (Weston, 22 de janeiro de 1996) é uma atriz norte-americana. É conhecida pelo seu papel de Nicky Reagan na série da CBS Blue Bloods.

## Biografia
Klitzman nasceu e cresceu em Weston, Flórida, numa família judia. A sua mãe, Robin, já possuía o seu próprio negócio e atualmente trabalha como sua agente. O pai dela é Larry Klitzman, advogado. Ayle estudou em casa e seguiu os currículos de Colocação Avançada (AP) em todas as disciplinas. Foi classificada a nível nacional no Fórum Público de Debate e recebeu duas propostas para competir no Torneio dos Campeões, colocando-a entre os principais debatedores do país. Estudou ciências políticas e história da arte na Universidade Columbia e formou-se em 2018.

## Filmografia
| Ano           | Título                    | Papel                       | Notas                                                                |
| ------------- | ------------------------- | --------------------------- | -------------------------------------------------------------------- |
| 2009–2010     | As the World Turns        | Hayden Lawson               | 3 episódios                                                          |
| 2010–presente | Blue Bloods               | Nicole "Nicky" Reagan-Boyle | Papel principal (temporadas 2–10); convidado (temporadas 1, 11 e 13) |
| 2011          | Royal Pains               | Natalie                     | Episódio: "A History of Violins"                                     |
| 2011          | O Substituto (Detachment) | Erica                       | Filme                                                                |
| 2012          | Stolen                    | Alison Montgomery           | Filme                                                                |
| 2013          | The Congress              | Sarah Wright                | Filme                                                                |
| 2013          | Hateship, Loveship        | Edith                       | Filme                                                                |
| 2014          | Academia de Vampiros      | Mia Rinaldi                 | Filme                                                                |
| 2014          | Noé (Noah)                | Refugee Daughter            | Filme                                                                |
| 2018          | Candy Jar                 | Lona Skinner                | Transmissão de filme                                                 |
| 2024          | Radio Play Revival        | The Girl                    | Série de podcasts                                                    |